# Baron Ritchie of Dundee

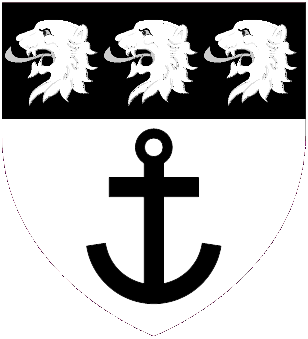
Wappen der Barone Ritchie of Dundee

Baron Ritchie of Dundee, of Welders in the Parish of Chalfont St. Giles in the County of Buckingham, ist ein erblicher britischer Adelstitel in der Peerage of the United Kingdom.
Heutiger Familiensitz der Barone ist The Roundel in Springsteps bei Winchelsea in East Sussex.

## Verleihung
Der Titel wurde am 31. Juli 1903 für den konservativen Politiker Charles Ritchie geschaffen.
Heutiger Titelinhaber ist seit 2008 dessen Urenkel als 6. Baron.

## Liste der Barone Ritchie of Dundee (1905)
- Charles Ritchie, 1. Baron Ritchie of Dundee (1838–1906)
- Charles Ritchie, 2. Baron Ritchie of Dundee (1866–1948)
- John Ritchie, 3. Baron Ritchie of Dundee (1902–1975)
- Colin Ritchie, 4. Baron Ritchie of Dundee (1908–1978)
- Harold Ritchie, 5. Baron Ritchie of Dundee (1919–2008)
- Charles Ritchie, 6. Baron Ritchie of Dundee (* 1958)

Titelerbe (Heir Apparent) ist der ältere Sohn des aktuellen Titelinhabers, Hon. Sebastian Ritchie (* 2004).